# Pucallpa
Pucallpa (du quechua puka hallpa, et du shipibo : May Ushin « terre rouge » en référence au sol argileux) est une ville de l'Amazonie péruvienne construite sur les rives de l'Ucayali.
Pucallpa est la capitale de la région d'Ucayali, situé dans le centre-est du pays, c'est la dixième ville la plus peuplée du Pérou comptant en 2017,  370 791 habitants. Elle est située à 155 mètres d'altitude et est le plus grand port fluvial sur l'Ucayali. 

## Géographie
La ville de Pucallpa se situe dans le département de Ucayali au bord du fleuve du même nom. En pleine forêt amazonienne, la ville se situe à 154 m d'altitude.
Subissant toute l'année un climat tropical chaud, la température moyenne est de 26 °C, avec des pics pouvant atteindre 34 °C aux jours les plus chauds.
Pendant les mois d'octobre à décembre s'abattent d'importantes précipitations. La température moyenne peut descendre jusqu'à 21,5 °C. Le niveau des précipitations en une année peut atteindre 1 570 mm.

## Histoire
Pucallpa a été colonisée vers 1840 par des missionnaires franciscains, qui ont fondé des familles avec le groupe ethnique des Shipibo-Conibos. La ville est fondée à la fin du XIXe siècle lors de la fièvre du caoutchouc (qui engendra une forte croissance économique au Pérou à cette époque).
Depuis 1945, Pucallpa est connectée au réseau national d'autoroutes, ce qui fut profitable à la commercialisation de produits régionaux au reste du pays.

## Communications
La ville est un important port fluvial. Grâce au fleuve Ucayali, elle communique avec Iquitos puis d'autres villes du bassin amazonien (Leticia, Manaus, Santarem, Belém...)
Pucallpa est le point final de la route Federico Basadre. C'est une voie importante qui relie la ville à Lima. Ainsi Pucallpa est la seule ville de la selva qui jouit d'une route directe jusqu'à la capitale et le reste du pays. Elle est une artère vitale dans le commerce du bois.
Pucallpa possède l'un des aéroports les plus importants de la région (Aéroport international FAP Captain David Abensur Rengifo) accueillant des avions venus de Lima, Iquitos, Tarapoto, des quelques villes et localités isolées de la région ainsi que du Brésil.

## Tourisme
Laguna de yarinacocha
La laguna de yarinacocha, à 7 km de Pucallpa est un méandre de l'Ucayali. Son nom vient de "Yarina" qui est le nom commun du palmier à ivoire (Phytelephas macrocarpa) autrefois très abondante dans la région. C'est un lieu de loisirs pour les habitants de Pucallpa et des touristes. Il est possible d'y pratiquer de multiples activités aquatiques (natation, pêche, ski nautique, ...)
La Plaza de Armas (place des armes) 
La plaza de Armas est la place principale de Pucallpa, aux alentours il y a de nombreux commerces et restaurants, on y trouve également la mairie et  la Catedral de la Immaculada Concepción. Cette place est verdoyante, dominée par un obélisque de 25 mètres de hauteur, des artistes y peignent des symboles indigènes. C'est aussi un lieu de rassemblement pour les habitants lors des fêtes culturelles comme la fête de l'indépendance le 28 juillet. 